# Гази
Гази или Газија (у множини Газије) је израз који је употребљаван као почасна титула у Османском царству, и у том смислу значи победник, а користи се за војсковође које су се истакле у борби на бојном пољу против немуслиманских непријатеља. Обично им је служба била у пограничним крајевима, серхатима, одакле су упадали на неосвојене територије због плачке.

## Етимологија
Порекло речи гази је из арапског језика (арап. غزو) што значи претендовати, тежити, стремити, намеравати, извршити, газити (непријатеље, све испод себе, тежити власти, слави)...

## Различита значења
Израз Гази је поред означавања почасне титуле у Османском царству био интерпретиран на различите начине, у зависности од конкретних историјских околности и подручја. Првих девет султана Османског царства су употребљавали израз гази као део своје титуле.
Овај израз потиче из периода персијске династије Саманида у IX и X веку и означавао је плаћенике и борце на граници у Великог Хорасана и Трансоксијаније. Газије су у периодима мира свој опстанак базирале на пљачкању и одавале се одметништву и хајдучији. Групе газија су биле тако организоване да су привлачиле авантуристе и различите религиозне и политичке отпаднике свих националности. Током времена су већину почели да чине Турци. На западу су Турци газије у континуитету предузимали походе дуж линије фронта са Византијом. После битке код Манцкирта ови походи су се интензивирали. Основна обележја газија су били бела капа и штап. Свој врхунац су газије доживеле током Монголских освајања када су многи од њих побегли из Персије и Туркменистана у Анадолију. Управо из ових територија Анадолије које су освојиле газије је настало Османско царство и његова легендарна традиција. Титулу газије је носио и Мустафа Кемал Ататурк.